# くるみ割り人形 (石川ひとみのアルバム)
『くるみ割り人形』（くるみわりにんぎょう）は、1978年12月21日に発売された石川ひとみ初のオリジナルアルバムである。発売元はNAVレコード。

## 概要
少女と大人の間にいる心境を歌った曲が多く収録されている。タイトル曲であるA-1、およびB-1がシングル曲である。編曲はA-5、B-1以外は大村雅朗が担当し、曲をより引き立てている。
LPレコードには特典として、バレリーナ（白チュチュ）姿で撮影されたポスターが封入されている。
本作は2004年制作の『78-83 ぼくらのベスト2 石川ひとみ CD-BOX』でデジタル音源化された。

## 収録曲

### LP／CT

#### Side A
1. くるみ割り人形
作詞：三浦徳子／作曲：馬飼野康二／編曲：大村雅朗
2. アリスのひとりごと
訳詞：三浦徳子／作曲：Donald Ray Webb／編曲：大村雅朗
3. サムシング・フォーリン・ダウン
作詞・作曲：小室とまと／編曲：大村雅朗
4. 雨に誘われて
作詞：三浦徳子／作曲・編曲：大村雅朗
5. ピピッと第六感
作詞：三浦徳子／作曲：丹羽応樹／編曲：竜崎孝路

#### Side B
1. 右向け右
作詞：三浦徳子／作曲：宮川泰／編曲：竜崎孝路
2. フェミニン
作詞：三浦徳子／作曲：西島三重子／編曲：大村雅朗
3. ショッキング・ブルー
作詞：松岡つばめ／作曲：大塚博堂／編曲：大村雅朗
4. この窓をあけて
訳詞：小林和子／作曲：Gilbert Francis／編曲：大村雅朗
5. タイトロープ
作詞：岡田冨美子／作曲：馬飼野康二／編曲：大村雅朗

### 78-83 ぼくらのベスト2 石川ひとみ CD-BOX DISC1
1. くるみ割り人形
2. アリスのひとりごと
3. サムシング・フォーリン・ダウン
4. 雨に誘われて
5. ピピッと第六感
6. 右向け右
7. フェミニン
8. ショッキング・ブルー
9. この窓をあけて
10. タイトロープ